# Національний день космічних технологій (Іран)

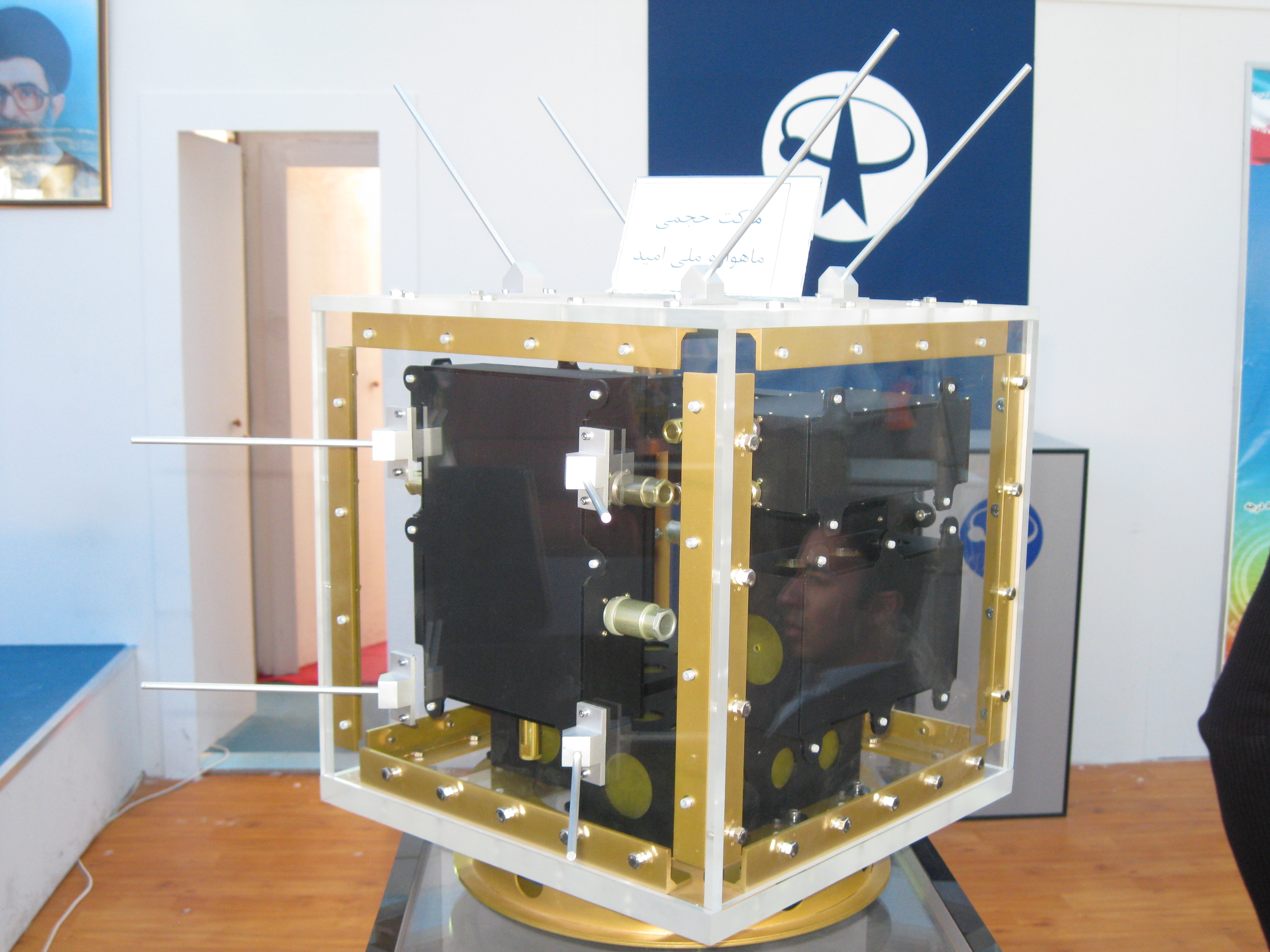
Іранський супутник «Омід»

Національний день космічних технологій (перс. روز ملی فناوری فضایی) відзначається в Ірані 14 бахмана за іранським календарем (2 лютого). В цей день 2009 року було запущено перший іранський штучний супутник «Омід». З тих пір щороку цього дня проводиться захід, на якому демонструються новітні досягнення Ірану в космічній галузі.

## 14 бахмана 1387 року
2 лютого 2009 року Ірану за допомогою ракети-носія «Сафір-2» вдалося запустити на орбіту перший іранський штучний супутник «Омід» (перс. امید — «надія»). Це досягнення дозволило Ірану увійти до клубу країн, що володіють технологією запуску космічних апаратів. На честь цієї події 14 бахмана було визнано Національним днем космічних технологій.

## 14 бахмана 1388 року
3 лютого 2010 року Іран відправив у суборбітральний політ на ракеті Кавошгар-3 тварин — черепаху, мишу, черв'яків і прості клітинні організми. Біокапсула повернулася на землю неушкодженою. Крім цього, пройшла презентація супутника «Толу'» (перс. طلوع — «схід»), інженерних зразків супутника «Месбах-2» (перс. مصباح دو — «смолоскип-2») та інженерної моделі супутника, зібраного Іранським університетом науки і технологій «Навід-е Ельм-о Санат» (перс. نوید علم و صنعت — Провісник науки і техніки), який 2012 року був успішно запущений на орбіту.
Також було представлено модель ракети-носія «Simorgh», здатна нести супутник масою 100 кг і виводити апарати на орбіту висотою до 500 км над Землею, і відкрито центр обробки зображень, отриманих з іранських супутників.

## 14 бахмана 1389 року
3 лютого 2011 року в день космічних технологій було продемонстровано чотири моделі нових іранських супутників, а також інженерну модель двигуна ракети-носія «Сафір 1-Б» і біокапсулу Кавошгар-4.

## 14 бахмана 1390 року
3 лютого 2012 року успішно запущено космічний апарат «Навід-е Ельм-о Санат» масою 50 кг. Він став третім іранським супутником, успішно виведеним на орбіту.

## 14 бахмана 1391 року
2013 року іранці запустили в космос мавпу з кличкою Афтаб, яка також благополучно повернулася додому. Через 11 місяців політ Афтаба повторила мавпа з кличкою Фарго.
Всі запуски Іран здійснює з космодрому «Семнан» неподалік від однойменного міста в пустелі Деште-Кевір.
Також цього року було представлено просунута модель супутника «Навід-е Ельм-о Санат», яка називається «Зохра» (перс. زهره — Венера). Цього року президент ІРІ Махмуд Ахмадінежад поставив перед національним Космічним агентством завдання відправити до кінця поточного десятиліття в космос людину.

## 14 бахмана 1395 року
2017 року в Тегерані пройшла виставка досягнень іранської космічної промисловості, приурочена до Національного дня космічних технологій. Захід пройшов у присутності президента Ірану Хасана Рухані. Президент ознайомився з моделлю супутника зв'язку «Нахід-1», сконструйованого студентами Тегеранського університету.